# Stampfleskopf
Stampfleskopf är en bergstopp i Österrike.   Den ligger i distriktet Lienz och förbundslandet Tyrolen, i den centrala delen av landet, 300 km väster om huvudstaden Wien. Toppen på Stampfleskopf är 2 669 meter över havet.
Terrängen runt Stampfleskopf är huvudsakligen bergig, men den allra närmaste omgivningen är kuperad. Runt Stampfleskopf är det ganska glesbefolkat, med 26 invånare per kvadratkilometer.. Närmaste större samhälle är Matrei in Osttirol, 17,8 km öster om Stampfleskopf. 
Trakten runt Stampfleskopf består i huvudsak av gräsmarker.